# Helleanlæg
Et helleanlæg er i trafikken et forhøjet areal, der adskiller to vognbaner.
Oftest placeres en helle, hvis et fodgængerfelt krydser en bred vej, så fodgængere kan stå i sikkerhed, hvis de ikke kan nå helt over vejen. Andre steder laves små heller for at beskytte vejskilte mod påkørsel. I få tilfælde laves en helle med et stoppested midt på vejen, hvis bussen ellers har svært ved at svinge til venstre efter at have stoppet ved kantstenen.
I et helleanlæg kan endvidere stå en gul lysende søjle, der er ca. 80 cm høj og med en diamteter på 25-32 cm. Den kaldes en helle eller et hellefyr.